# Joachim Dreifke
Joachim Dreifke  (Greifswald, 26 december 1952) is een voormalig Oost-Duits roeier. Dreifke maakte zijn debuut op het Wereldkampioenschappen roeien 1975 met een zilveren medaille in de dubbel-twee. Het daarop volgende jaar won Dreifke de bronzen medaille tijdens de Olympische Zomerspelen 1976. Tussen 1977 en 1979 werd Dreifke tweemaal wereldkampioen dubbel-vier en eenmaal in de skiff. Dreike nam voor de twee keerde deel aan de Olympische Zomerspelen 1980 en won toen met Klaus Kröppelien olympisch goud in de dubbel-twee. Samen met Kröppelien won Dreifke tweemaal de wereldtitel dubbel-twee. Dreifke kon vanwege de boycot van het oostblok niet deelnemen aan de Olympische Zomerspelen 1984.

## Resultaten
- Wereldkampioenschappen roeien 1975 in Nottingham  in de dubbel-twee
- Olympische Zomerspelen 1976 in Montreal  in de skiff
- Wereldkampioenschappen roeien 1977 in Amsterdam  in de dubbel-vier
- Wereldkampioenschappen roeien 1978 in Cambridge  in de skiff
- Wereldkampioenschappen roeien 1979 in Bled  in de dubbel-vier
- Olympische Zomerspelen 1980 in Moskou  in de dubbel-twee
- Wereldkampioenschappen roeien 1981 in München  in de dubbel-twee
- Wereldkampioenschappen roeien 1982 in Luzern  in de dubbel-twee
- Wereldkampioenschappen roeien 1983 in Duisburg  in de dubbel-twee

1904: John Mulcahy & William Varley ·
1920: Paul Costello & John B. Kelly, Sr. ·
1924: Paul Costello & John B. Kelly, Sr. ·
1928: Paul Costello & Charles McIlvaine ·
1932: Kenneth Myers & Garrett Gilmore ·
1936: Jack Beresford & Leslie Southwood ·
1948: Richard Burnell & Bert Bushnell ·
1952: Tranquilo Cappozzo & Eduardo Guerrero ·
1956: Aleksandr Berkoetov & Joeri Tjoekalov ·
1960: Václav Kozák & Pavel Schmidt ·
1964: Oleg Tjoerin & Boris Doebrovsky ·
1968: Anatoli Sass & Aleksandr Timosjinin ·
1972: Aleksandr Timosjinin & Gennadi Korsjikov ·
1976: Frank Hansen & Alf Hansen ·
1980: Joachim Dreifke & Klaus Kröppelien ·
1984: Bradley Lewis & Paul Enquist ·
1988: Nico Rienks & Ronald Florijn ·
1992: Stephen Hawkins & Peter Antonie ·
1996: Agostino Abbagnale & Davide Tizzano ·
2000: Luka Špik & Iztok Čop ·
2004: Sébastien Vieilledent & Adrien Hardy ·
2008: David Crawshay & Scott Brennan ·
2012: Nathan Cohen & Joseph Sullivan  ·
2016: Martin Sinković & Valent Sinković ·
2020: Hugo Boucheron & Matthieu Androdias  ·
2024: Andrei Cornea & Marian Enache